# Puchar Ahearne
Puchar Ahearne - organizowany w Szwecji klubowy międzynarodowy turniej w hokeju na lodzie. 
Swoją nazwę zawdzięcza nazwisku brytyjskiego hokeisty, Bunny Ahearne - wieloletniego prezesa IIHF. 
Turniej był rozgrywany w latach 1952–1977. Po reaktywacji jego edycje odbyły się w 2002, 2003 i 2006.